# Saison 1978-1979 du Paris Saint-Germain
Maillots
Chronologie
Saison précédente Saison suivante
La saison 1978-1979 du Paris Saint-Germain est la 9e saison de son histoire et la 6e en première division.

## Compétitions

### Championnat
La saison 1978-1979 de Division 1 est la quarante-et-unième édition du Championnat de France de football. La division oppose vingt clubs en une série de trente-huit rencontres. Les meilleurs de ce championnat se qualifient pour les coupes d'Europe que sont la Coupe des clubs champions européens (le vainqueur), la Coupe UEFA (les deux suivants) et la Coupe des vainqueurs de coupe (le vainqueur de la Coupe de France). Le Paris Saint-Germain participe à cette compétition pour la sixième fois de son histoire.

#### Classement final
Le Paris Saint-Germain termine treizième avec 14 victoires, 8 matchs nuls et 16 défaites. Une victoire rapportant deux points et un match nul un point, le PSG totalise donc 36 points.

### Coupe de France
La Coupe de France 1978-1979 est la 62e édition de la Coupe de France, une compétition à élimination directe mettant aux prises tous les clubs de football amateurs et professionnels à travers la France métropolitaine et les DOM-TOM. Elle est organisée par la FFF et ses ligues régionales.
C'est le FC Nantes qui remportera cette édition de la coupe de France en battant sur le score de quatre buts à un (après prolongation) l'AJ Auxerre. Le club parisien est éliminé en 1/16ème de final par l'AS Monaco.